# Persicaria glacialis
Persicaria glacialis är en slideväxtart som först beskrevs av Meissn., och fick sitt nu gällande namn av Hiroshi Hara. Persicaria glacialis ingår i släktet pilörter, och familjen slideväxter. Utöver nominatformen finns också underarten P. g. przewalskii.